# Riksmötet 1977/1978
Riksmötet 1977/78 var Sveriges riksdags verksamhetsår 1977–1978. Det pågick från riksmötets öppnande den 4 oktober 1977 till riksmötets avslutning den 3 juni 1978.
Riksdagens talman under riksmötet 1977/78 var Henry Allard (S).
Det fanns två politiska vildar under riksdagsåret, Rolf Hagel och Alf Lövenborg, som båda hade valts in i riksdagen för Vänsterpartiet kommunisterna (nuvarande Vänsterpartiet) vid valet 1976 men lämnat detta parti 1977 för att bilda Arbetarpartiet kommunisterna.